# Десант в порт Маока
Десант в порт Маока 19—22 августа 1945 года — тактический морской десант, высаженный кораблями советской Северной Тихоокеанской флотилии флотилии в ходе Советско-японской войны.

## План операции
Десант явился составной частью Южно-Сахалинской операции. Получив сообщение о начале переговоров о капитуляции японских войск в Котонском укреплённом районе на Южном Сахалине (88-я пехотная дивизия, командир генерал-лейтенант Тоэтиро Минэки), командующий 2-м Дальневосточным фронтом генерал армии М. А. Пуркаев приказал командующему Северной Тихоокеанской флотилией вице-адмиралу В. А. Андрееву и командующему 16-й армией генерал-лейтенанту Л. Г. Черемисову подготовить и провести десантную операцию по захвату крупного порта Маока (ныне Холмск) с целью принудить к капитуляции японские войска в этом районе и сорвать их возможную эвакуацию в Японию.
Планом операции предусматривалось высадить 113-ю стрелковую бригаду и сводный батальон морской пехоты (до 3450 человек) непосредственно на причалы порта утром 20 августа и к исходу дня расширить плацдарм до железнодорожных станций Томамай и Атакай (в направлении Тоёхара, ныне Южно-Сахалинск) включительно. Десант формировался и выходил из главной базы флотилии — порта Советская Гавань. Командир высадки десанта — капитан 1 ранга А. И. Леонов, командир десанта — командир 113-й стрелковой бригады полковник Захаров. К участию в операции привлекались пограничные катера 52-го и 62-го морских пограничных отрядов.
Для выполнения задачи было спешно сформировано пять отрядов кораблей:
- первый десантный отряд (2 катера «большой охотник» и пять катеров «малый охотник»); отряд высаживал передовой десант (297 автоматчиков);
- второй десантный отряд — 4 тральщика с 820 бойцами сводного батальона морской пехоты на борту;
- третий десантный отряд — 3 транспорта, 2 вспомогательных судна с 113-й стрелковой бригадой (2334 бойца) на борту;
- отряд артиллерийской поддержки — сторожевой корабль «Зарница» и минный заградитель «Океан»;
- отряд охранения — 4 торпедных катера.

В рамках подготовки авиации флота удалось сделать подробные фотографии порта Маока (они были розданы командирам кораблей и подразделений), с 17 августа район порта держала под наблюдением высаженная с подводной лодки Щ-118 советская разведгруппа. Силы японцев в порту и в городе насчитывали два батальона пехоты, артиллерийские и миномётные подразделения, береговые части, 1 бронепоезд. Все они подчинялись командиру 88-й пехотной дивизии 5-го фронта (командующий — генерал-лейтенант Киитиро Хигути). Впоследствии выяснилось, что ещё 17 августа 1945 г. в порту Маока находился корабль, идентифицированный как легкий крейсер. Из-за тумана он не был своевременно обнаружен советской авиаразведкой. По счастливому стечению обстоятельств, корабль ушел из порта накануне высадки десанта.

## Высадка десанта
В 7 часов утра 19 августа 1945 года корабли с десантом начали выходить из Советской Гавани, движение сил флота производилось с соблюдением мер маскировки и в режиме радиомолчания. Во время похода резко ухудшилась погода (дождь, ветер, туман). Около 10 часов утра 20 августа корабли в сплошном тумане подошли к порту Маока и катера первого десантного отряда высадили свои группы десанта на причалах центральной и южной гаваней порта, причем, по рассказам ветеранов боев за Маока, причальный конец первого катера принял японец, стоявший на причале. Одновременно открыли огонь корабли артиллерийской поддержки. Замысел на внезапность полностью оправдался. Используя замешательство противника, десантники за 40 минут овладели прибрежными портовыми сооружениями. Затем японское сопротивление резко возросло. Однако первый и второй эшелоны десанта были высажены непосредственно в гавани и сразу вступили в бой. Из-за сильного тумана авиационная поддержка отсутствовала, артиллерийский огонь кораблей часто приходилось приостанавливать (видимость временами падала до 50 метров).
Во время боя группа советских солдат вошла на территорию заминированного японцами здания на месте, где впоследствии располагалась средняя школа № 6 (впоследствии перепрофилирована в ПТУ) над городским сквером. Во время взрыва погибли многие красноармейцы. По некоторым данным, именно поэтому памятник погибшим за освобождение города расположен прямо в городском сквере, непосредственно вблизи места взрыва.
К 12 часам порт был полностью занят советскими войсками, а к 14 часам захвачен и город. В ходе боя японцы потеряли около 300 человек убитыми и около 600 — пленными. Потери десанта по официальным данным составили 77 убитых и раненых. Воспоминания ветеранов свидетельствуют о большем количестве убитых — согласно их воспоминаниями, помимо захоронений на Камышовом перевале и в городском сквере было третье захоронение на склоне одной из сопок, но оно ныне утрачено. В уличном бою большие потери понесло мирное население, в панике пытавшееся покинуть город (погибло до 600 мирных жителей). В городе были значительные разрушения и пожары.
При высадке один сторожевой катер сел на мель и получил повреждения сначала от огня японцев, а затем по ошибке от советского сторожевого корабля, после чего снят с мели и отбуксирован из порта. Ещё 3 катера незначительно повреждены огнём японцев, на подводных камнях и мелях были повреждены два тральщика, транспорт, два пограничных катера.

## Дальнейшие бои
Выбитые из Маоки японские войска отступали вглубь острова вдоль железной и шоссейной дорог. Советский батальон морской пехоты начал продвижение по побережью на Хонто (ныне Невельск), а 113-я стрелковая бригада — вдоль железной дороги на Отомари (ныне Корсаков), а также в направление Футомата (Чапланово) — Осака (Пятиречье) через Камышовый перевал. Бои на Камышовом перевале продолжались 2 дня и унесли много жизней с обеих сторон. В течение дня были заняты две железнодорожные станции, но к исходу дня на господствующих высотах у станции Футомата (ныне станция Чапланово) японцы остановили наступавшие советские части и вынудили их перейти к обороне. В бою у т. н. Чертова моста погиб почти весь расчет орудия сержанта Е. Чапланова (уцелели только 2 человека), пытавшийся расстрелять японскую пулеметную позицию прямой наводкой. По словам одного из выживших номеров орудия Е. Чапланова, произошло подклинивание снаряда в стволе попавшей в ствол пулей из японского пулемета, что не позволило советским артиллеристам уничтожить пулемет и привело к гибели большей части расчета.
21 августа продолжались бои у Футомата. Здесь нашим войскам смогла оказать поддержку только авиация флота, совершившая всего 28 боевых вылетов (по другим данным — 65 вылетов в район Футомата-Осака). Столь незначительная поддержка не позволила нашим войскам продвинуться вперёд. Остальные силы флота не могли быть выделены на этот участок, расположенный вдали от берега. Основные силы флота к этому времени уже были задействованы в высадке десанта в Отомари.
22 августа бой за Футомату продолжался, авиация флотилии совершила 61 боевых вылет и уничтожила 28 дзотов. Только в ночь на 23 августа советские войска заняли эту станцию и продолжили наступление к Рудака (ныне Анива) и Отомари (ныне Корсаков). Батальон морских пехотинцев за это время продвинулся с боями в южном направлении до 30 километров.
Задачи десантной операции были выполнены.